# Список ботаников-систематиков/B

Список начинающихся на букву B обозначений имён ботаников, которые используются при цитировании научных (латинских) биноминальных названий растений.
Международный кодекс ботанической номенклатуры (МКБН) рекомендует в публикациях на ботанические темы, особенно если они касаются таксономии и номенклатуры, указывать авторов названий таксонов. Указание авторов названий таксонов следует выполнять в соответствии с правилами и советами, приведёнными в МКБН. В частности, в МКБН дана рекомендация использовать при цитировании авторов таксонов опубликованную в 1992 году книгу Браммита и Пауэлл Authors of plant names с уточнениями и дополнениями, соответствующими сведениям из баз данных International Plant Names Index и Index Fungorum.
Список обозначений содержит:
- стандартную форму обозначения,
- имя на русском языке (если известно),
- имя на родном языке персоны (или на английском),
- год рождения или годы жизни; в некоторых случаях дан год первой публикации (пометка fl.), в которой использовано данное обозначение.

## Разделы списка —Ba,Be,Bi,Bo,Br,Bu
- B.A.Gomes — Гомиш, Бернардину Антониу (младший) (порт. Bernardino António Gomes, 1806—1877)
- B.B.Simpson — Beryl Britnall Simpson, 1942—
- B.Boivin — Буавен, Бернард (фр. Joseph Robert Bernard Boivin, 1916—1985)
- B.Bremer — Бремер, Биргитта (швед. Birgitta Bremer, 1950—)
- B.C.Stone — Стоун, Бенджамин Клеменс (англ. Benjamin Clemens Stone, 1933—1994)
- B.Chandler — Bertha Chandle, 1885—1961
- B.D.Jacks. — Джексон, Бенджамин Дейдон (англ. Benjamin Daydon Jackson, 1846—1927)[1]
- B.Fedtsch. — Федченко, Борис Алексеевич (1872—1947)[2]
- B.G.Briggs — Бриггс, Барбара Джиллиан (англ. Barbara Gillian Briggs, 1934—)
- B.G.Murray — B. G. Murray, fl. (1998)
- B.G.Schub. — Шуберт, Бернис Гидуз (англ. Bernice Giduz Schubert, 1913—2000)
- B.Juss. — Жюссьё, Бернар де (фр. Bernard de Jussieu, 1699—1776)
- B.Keller — Келлер, Борис Александрович (1874—1945)
- B.L.Burtt — Бертт, Брайан Лоренс (англ. Brian Laurence Burtt, 1913—2008)
- B.L.Rob. — Робинсон, Бенджамин Линкольн (исп. Benjamin Lincoln Robinson, 1864—1935)[3]
- B.L.Turner — Тёрнер, Билли Ли (ботаник) (англ. Billie Lee Turner, 1925—)
- B.M.G.Jones — Brian Michael Glyn Jones, 1933—
- B.Mathew — Brian Frederick Mathew, 1936—
- B.Mey. — Мейер, Бернхард (нем. Bernhard Meyer)
- B.Nord. — Норденстам, Бертиль (швед. Rune Bertil Nordenstam, 1936—)
- B.R.Adams — Адамс, Брайан Роджер (англ. Bryan Roger Adams, 1942—)
- B.R.Baum — Bernard René Baum, 1937—
- B.S.P. — N.L.Britton, E.A.Stearns & J.Poggenburg[4]
- B.S.Williams — Уильямс, Бенджамин Сэмюэль (англ. Benjamin Samuel Williams, 1824—1890)
- B.Ståhl — Bertil Ståhl, 1957—
- B.Vogel — Фогель, Бенедикт Кристиан (нем. Benedict Christian Vogel, 1745—1825)
- B.Walln. — Валльнёфер, Бруно (нем. Bruno Wallnöfer, 1960—)
- B.Y.Sjöstedt — Шёстедт, Брор Ингве (швед. Yngve Sjöstedt, 1866—1948)

### Ba
- Bab. — Бабингтон, Чарльз Кардэйл (англ. Cardale Babington, 1808—1895)
- Bachteev — Бахтеев, Фатих Хафизович (1905—1982)
- Backeb. — Бакеберг, Курт (нем. Curt Backeberg, 1894—1966)
- Backh. — Бекхаус, Джеймс (англ. James Backhouse, 1794—1869)
- Backh.f. — Бекхаус, Джеймс (младший) (англ. James Backhouse, 1825—1890)
- Backlund — Anders Backlund, fl. 1993
- Baden — Баден, Клаус (Claus Baden, 1952—1999)
- Baehni — Бени, Шарль (нем. Charles Baehni, 1906—1964)
- Bailey — Бейли, Джейкоб Уитман (англ. Jacob Whitman Bailey, 1811—1857)[5]
- Baill. — Байон, Эрнест-Анри (фр. Henri Ernest Baillon, 1827—1895)
- Bajtenov — M.S. Bajtenov, 1927—
- Baker — Бейкер, Джон Гилберт (англ. John Gilbert Baker, 1834—1920)
- Baker f. — Бейкер, Эдмунд Гилберт (англ. Edmund Gilbert Baker, 1864—1949)
- Bakh. — Бакёйзен ван ден Бринк, Рейниер Корнелис (нидерл. Reinier Cornelis Bakhuizen van den Brink, 1881—1945)
- Bakh.f. — Бакёйзен ван ден Бринк, Рейниер Корнелис (младший) (нидерл. Reinier Cornelis Bakhuizen van den Brink, 1911—1987)
- Balansa — Баланза, Бенедикт (фр. Benedict Balansa, 1825—1891)[6]
- Balb. — Бальбис, Джованни-Баттиста (итал. Giovanni Battista Balbis, 1765—1831)
- Bald. — Бальдаччи, Антонио (исп. Antonio Baldacci, 1867—1950)
- Balf. — Бальфур, Джон Хаттон (англ. John Hutton Balfour, 1808—1884)
- Balf.f. — Бальфур, Айзек Бейли (англ. Isaac Bayley Balfour, 1853—1922)
- Balk. — B.E. Balkovsky, 1899—
- Ball — Болл, Джон (натуралист) (англ. John Ball, 1818—1889)
- Bals.-Criv. — Бальзамо-Кривелли, Джузеппе (итал. Giuseppe Gabriel Balsamo-Crivelli, 1800—1874)
- Banister — Банистер, Джон (англ. John Banister, 1650—1692)
- Banks — Бэнкс, Джозеф (англ. Joseph Banks, 1743—1820)
- Baran. — Баранецкий, Осип Васильевич (1843—1905)
- Baranova — Баранова, Маргарита В. (1932—)
- Barb.Rodr. — Барбоза Родригес, Жоан (порт. João Barbosa Rodrigues, 1842—1909)
- Barbar. — Барбарич, Андрей Иванович (1903—1979)
- Barbey — William Barbey, 1842—1914
- Barcelona — Барселона, Хулия (таг. Julie Fenete Barcelona, 1972—)
- Barkoudah — Youssef Ibrahim Barkoudah, 1933—
- Barnadez — Барнадес, Мигель (исп. Miguel Barnades, 1708—1771)
- Barnéoud — Барнеу, Франсуа Марьюс (François Marius Barnéoud, 1821—)[7]
- Barneby — Барнеби, Руперт Чарльз (англ. Rupert Charles Barneby, 1911—2000)
- Barnhart — Барнхарт, Джон Хендли (англ. John Hendley Barnhart, 1871—1949)
- Baroni — Eugenio Baroni, 1865—1943
- Barr — Барр, Питер (Барр, Питер, 1826—1909)
- Barrande — Барранд, Йоахим (фр. Joachim Barrande, 1799—1883)
- Barratt — Joseph Barratt, 1796—1882
- Barthlott — Бартлотт, Вильгельм (нем. Wilhelm Barthlott, 1946—)
- Bartl. — Бартлинг, Фридрих Готтлиб (нем. Friedrich Gottlieb Bartling, 1798—1875)
- Barton — Бартон, Бенджамин Смит (Бартон, Бенджамин Смит, 1766—1815)
- Bartram — Бартрам, Джон (натуралист) (англ. John Bartram, 1699—1777)
- Bas — Бас, Корнелис (нидерл. Cornelis Bas, 1928—)
- Basil. — Базилевская, Нина Александровна (1902—1997)[8]
- Bassi — Басси, Фердинандо (итал. Ferdinando Bassi, 1710—1774)
- Baskerv. — Ellen Baskerville, fl. 1998
- Batalin — Баталин, Александр Фёдорович (1847—1898)[9]
- Bateman — Бэйтман, Джеймс (англ. James Bateman, 1811—1897)
- Batsch — Бач, Август (нем. August Johann Georg Karl Batsch, 1761—1802)
- Batt. — Баттандье, Жюль Эме (фр. Jules Aimé Battandier, 1848—1922)
- Baumg. — Баумгартен, Иоганн Кристиан Готтлоб (нем. Johann Baumgarten, 1765—1843)
- Baxter — Бакстер, Уильям (англ. William Baxter, 1787—1871)
- Bayer — Байер, Иоганн Непомук (Johann Nepomuk Bayer, 1802—1870)

### Be
- Beadle — Бидл, Чонси Делос (англ. Chauncey Beadle, 1866—1950)
- Beaman — John Homer Beaman, 1929—
- Bean — Бин, Уильям Джексон (англ. William Jackson Bean, 1863—1947)
- Beattie — Битти, Ролла Кент (англ. Rolla Kent Beattie, 1875—1960)
- Beauverd — Бовер, Гюстав (Бовер, Гюстав, 1867—1942)
- Beauvis. — Бовизаж, Жорж Эжен Шарль (Бовизаж, Жорж Эжен Шарль, 1852—1925)
- Becc. — Беккари, Одоардо (итал. Odoardo Beccari, 1843—1920)
- Bechst. — Бехштейн, Иоганн Маттеус (нем. Johann Matthäus Bechstein, 1757—1822)
- Beck — Бек, Гюнтер (нем. Günther von Mannagetta und Lërchenau Beck, 1856—1931)
- Bedd. — Беддоум, Ричард Генри (англ. Richard Henry Beddome, 1830—1911)
- Beer — Бер, Иоганн Георг (нем. Johann Georg Beer, 1803—1873)
- Bég. — Бегено, Аугусто (исп. Augusto Béguinot, 1875—1940)[10]
- Behnke — Heinz-Dietmar Behnke, fl. 1997
- Behr — Бер, Ганс Герман (нем. Hans Hermann Behr, 1818—1904)
- Beij. — Бейеринк, Мартин (нем. Martinus Willem Beijerinck, 1851—1931)
- Beilschm. — Байльшмид, Карл Трауготт (нем. Carl Traugott Beilschmied, 1793—1848)
- Beissn. — Байсснер, Людвиг (нем. Ludwig Beissner, 1843—1927)[11]
- Bek. — Бекетов, Андрей Николаевич (ботаник) (1825—1902)
- Bél. — Беланже, Шарль Полюс (Charles Paulus Bélanger, 1805—1881)[12]
- Bellardi — Белларди, Карло Антонио Лудовико (итал. Carlo Antonio Lodovico Bellardi, 1741—1826)[13]
- Bello — Бельо-и-Эспиноса, Доминго (исп. Domingo Bello y Espinosa, 1817—1884)
- Benn. — Беннетт, Джон Джозеф (англ. John Joseph Bennett, 1801—1876)
- Benoist — Бенуа, Раймон (фр. Raymond Benoist, 1881—1970)
- Benth. — Бентам, Джордж (англ. George Bentham, 1800—1884)
- Bentley — Бентли, Роберт (англ. Robert Bentley, 1821—1893)
- Bercht. — Берхтольд, Бедржих Вшемир фон (чеш. Bedřich Všemír von Berchtold, 1781—1876)
- Berg — Ernst von Berg, 1782—1855[14]
- Berger — Ernst Friedrich Berger, 1814—1853
- Bergey — David Hendricks Bergey, 1860—1937
- Bergius — Bengt (Benedictus) Bergius, 1723—1784
- Bergmans — Johannes (John) Baptista Bergmans, 1892—1980
- Berk. — Беркли, Майлз Джозеф (англ. Miles Joseph Berkeley, 1803—1889)
- Berkhout — Christine Marie Berkhout, 1893—1932
- Berl. — Берлезе, Августо Наполеоне (итал. Augusto Napoleone Berlese, 1864—1903)
- Berland. — Берландье, Жан-Луи (Берландье, Жан-Луи, 1805—1851)
- Bernardi — Бернарди, Алессандро Лучано (итал. Alessandro Luciano Bernardi, 1920—2001)
- Bernh. — Бернхарди, Иоганн Якоб (нем. Johann Jakob Bernhardi, 1774—1850)
- Bertault — R. Bertault, fl. 1955
- Bertero — Бертеро, Карло Луиджи Джузеппе (итал. Carlo Luigi Guiseppe Bertero, 1789—1831)
- Berthel. — Бертло, Сабен (Sabin Berthelot, 1794—1880)[15]
- Bertol. — Бертолони, Антонио (итал. Antonio Bertoloni, 1775—1869)
- Besser — Бессер, Вилибальд Готлибович (нем. Wilibald Swibert Joseph Gottlieb von Besser, 1784—1842)[16]
- Bhandary — H. R. Bhandary, fl. 1982

### Bi
- Bien. — wikispecies:Theophil Bienert, —1873
- Bigazzi — Бигацци, Массимо (итал. Massimo Bigazzi, 1953—2006)
- Bigelow — Бигелоу, Джейкоб (англ. Jacob Bigelow, 1787—1879)
- Billb. — Бильберг, Густаф Юхан (Бильберг, Густаф Юхан, 1772—1844)
- Binn. — Биннендейк, Симон (нидерл. Simon Binnendijk, 1821—1883)
- Bisch. — Бишофф, Готтлиб Вильгельм (нем. Gottlieb Wilhelm Bischoff, 1797—1854)
- Bitter — Биттер, Георг (Friedrich August Georg Bitter, 1873—1927)
- Bittrich — Volker Bittrich, 1954—
- Biv. — Бивона-Бернарди, Антонино (итал. Antonino Bivona-Bernardi, 1778—1837)
- Bjurzon — Бьюрзон, Юнас (швед. Jonas Bjurzon, 1810—1882)
- Blagov. — Благовещенский, Андрей Васильевич (1889—1982)
- Blake — Блейк, Джозеф (англ. Joseph Blake, 1814—1888)[17]
- Blakeslee — Блексли, Алберт Фрэнсис (англ. Albert Francis Blakeslee, 1874—1954)
- Blanca — Бланка, Габриэль (исп. Gabriel Blanca, 1954—)
- Blanche — Emmanuel-Louis Blanche[исп.], 1824—1908
- Blanchon — Daniel J. Blanchon, fl. 2002
- Blanco — Бланко, Франсиско Мануэль (исп. Francisco Manuel Blanco, 1778—1845)
- Blanf. — Бланфорд, Генри Фрэнсис (англ. Henry Francis Blanford, 1834—1893)
- Blatt. — en:Ethelbert Blatter, 1877—1934
- Blaxell — Блэкселл, Дональд Фредерик (англ. Donald Frederick Blaxell, 1934—)
- Blume — Блюме, Карл Людвиг (нем. Carl Ludwig Blume, 1796—1862)
- Bluff — Блуфф, Матиас Йозеф (нем. Mathias Joseph Bluff, 1805—1837)
- Blytt — Блютт, Маттиас Нумсен (норв. Matthias Numsen Blytt, 1789—1862)

### Bo
- Bobrov — Бобров, Евгений Григорьевич (1902—1983)[18]
- Bocquet — Боке, Жильбер Франсуа (фр. Gilbert François Bocquet, 1927—1986)
- Boeckeler — Бёккелер, Отто (нем. Johann Otto Böckeler, 1803—1899)
- Boed. — Бёдекер, Фридрих (нем. Friedrich Bödeker, 1867—1937)
- Boedijn — Будейн, Карел Бернард (нидерл. Karel Bernard Boedijn, 1893—1964)
- Boehm. — Бёмер, Георг Рудольф (нем. Georg Rudolf Böhmer, 1723—1803)
- Boelcke — Бёльке, Освальдо (исп. Osvaldo Boelcke, 1920—1990)
- Boerh. — Бургаве, Герман (нидерл. Herman Boerhaave, 1668—1738)[19]
- Bohnst. — Бонштедт, Александр Рейнхольд (нем. Alexander Reinhold Bohnstedt, 1839—1903)
- Bois — Буа, Дезире (Буа, Дезире, 1856—1946)
- Boisd. — Буадюваль, Жан Батист Альфонс де (фр. Jean-Baptiste Alphonse Dechauffour de Boisduval, 1799—1879)
- Boiss. — Буассье, Пьер Эдмон (фр. Pierre Edmond Boissier, 1810—1885)
- Bojer — Боер, Венцеслас (чеш. Wenceslas Bojer, 1795—1856)
- Bolle — Болле, Карл Август (нем. Carl August Bolle, 1821—1909)
- Bolus — Болус, Гарри (англ. Harry Bolus, 1834—1911)[20]
- Bon — Бон, Марсель (фр. Marcel Bon, 1925—)
- Bong. — Бонгард, Густав Петрович (нем. August Gustav Heinrich von Bongard, 1786—1839)
- Bonnier — Боннье, Гастон (фр. Gaston Eugène Marie Bonnier, 1851—1922)
- Bonord. — Бонорден, Герман Фридрих (нем. Hermann Friedrich Bonorden, 1801—1884)
- Bonpl. — Бонплан, Эме (фр. Aimé Jacques Alexandre Bonpland, 1773—1858)
- Boom — Boudewijn Karel Boom, 1903—1980
- Booth — William Beattie Booth[исп.], 1804—1874
- Boott — Бутт, Фрэнсис (англ. Francis Boott, 1792—1863)
- Bor — Бор, Норман Лофтус (ирл. Norman Loftus Bor, 1893—1972)
- Borbás — Борбаш, Винце (венг. Vincze von Borbás, 1844—1905)[21]
- Bordz. — Бордзиловский, Евгений Иванович (1875—1949)
- Boreau — Боро, Александр (фр. Alexandre Boreau, 1803—1875)
- Borg — John Borg, 1873—1945
- Borhidi — Борхиди, Аттила (венг. Attila L. Borhidi, 1932—)
- Boriss. — Борисова, Антонина Георгиевна (1903—1970)
- Borkh. — Боркхаузен, Мориц Балтазар (нем. Moritz (Moriz) Balthasar Borkhausen, 1760—1806)
- Börner — Бёрнер, Карл (нем. Carl Julius Bernhard Börner, 1880—1953)[22]
- Bornm. — Борнмюллер, Йозеф (нем. Joseph Friedrich Nicolaus Bornmüller, 1862—1948)
- Boros — Борош, Адам (венг. Ádám Boros, 1900—1973)
- Bory — Бори де Сен-Венсан, Жан-Батист (фр. Jean-Baptiste George Marie Geneviève Marcellin Bory de Saint-Vincent, 1778—1846)
- Borzí — Борци, Антонино (итал. Antonino Borzí, 1852—1921)
- Bosc — Боск, Луи (фр. Louis-Augustin Bosc d'Antic, 1759—1828)
- Bosse — Bosse, Julius Friedrich Wilhelm (Julius Friedrich Wilhelm Bosse[нем.], 1788—1864)
- Bosser — Боссе, Жан (фр. Jean M. Bosser, 1922—)
- Botsch. — Бочанцев, Виктор Петрович (1910—1990)
- Botschantz. — Бочанцева, Зинаида Петровна (1907—1973)[23]
- Bouché — Буше, Петер Карл (нем. Peter Carl Bouché, 1783—1856)
- Boud. — Будье, Эмиль (лат. Émile Boudier, 1828—1920)
- Bowden — Wray Merrill Bowden, 1914—
- Bowles — Боулз, Эдвард Огастес (англ. Edward Augustus Bowles, 1865—1954)

### Br
- Brack. — William Dunlop Brackenridge, 1810—1893
- Braem — Guido Jozef Braem, 1944—
- Braggins — John E. Braggins, 1944—
- Brand — Бранд, Август (August Brand, 1863—1930)
- Brandegee — Брэнджи, Таунсенд Стит (англ. Townshend Stith Brandegee, 1843—1925)
- Brandis — Брандис, Дитрих (нем. Dietrich Brandis, 1824—1907)
- Brandt — Брандт, Фёдор Фёдорович (нем. Johann Friedrich von Brandt, 1802—1879)
- Braun-Blanq. — Браун-Бланке, Жозиас (фр. Josias Braun-Blanquet, 1884—1980)[24]
- Bravo — Браво-Ольис, Элия (исп. Helia Bravo Hollis, 1901—2001)
- Breda — Бреда, Якоб ван (нидерл. Jacob van Breda, 1788—1867)
- Brederoo — A. J. Brederoo
- Breistr. — Maurice A. F. Breistroffer, 1910—1986
- Brem. — Бремер, Оттон Васильевич (1812—1873)[источник не указан 5040 дней]
- Bremek. — Бремекамп, Корнелис Элиза Бертус (нидерл. Cornelis Elisa Bertus Bremekamp, 1888—1984)
- Bremer — Бремер, Оттон Васильевич (1812—1873)
- Brenan — Бренан, Джон Патрик Миклтуэйт (англ. John Patrick Micklethwait Brenan, 1917—1985)
- Brenner — Бреннер, Мартин Магнус Вильгельм  (Бреннер, Мартин Магнус Вильгельм, 1843—1930)
- Bresinsky — Брезински, Андреас (Andreas Bresinsky, 1935—)
- Breteler — Franciscus Jozef Breteler, 1932—
- Brettell — R. D. Brettell
- Bridges — Thomas Charles Bridges, 1807—1865
- Bridson — Бридсон, Диана Мэри (англ. Diane Mary Bridson, 1942—)
- Briq. — Брике, Джон Исаак (фр. John Isaac Briquet, 1870—1931)
- Britten — Бриттен, Джеймс (Бриттен, Джеймс, 1846—1924)
- Britton — Бриттон, Натаниэль Лорд (англ. Nathaniel Lord Britton, 1859—1934)[25]
- Brochmann — Christian Brochmann, 1953—
- Brockm.-Jer. — Henryk (Heinrich) Brockmann-Jerosch, 1879—1939
- Brockman — Christian Frank Brockman, 1902—
- Bromhead — Бромхед, Эдуард (англ. Edward Thomas Ffrench Bromhead, 1789—1855)
- Bronner — J.P. Bronner, fl. 1857
- Brongn. — Броньяр, Адольф Теодор (фр. Adolphe Théodore (de) Brongniart, 1801—1876)
- Brooker — Брукер, Иэн (англ. Murray Ian Hill Brooker, 1934—)
- Broome — Брум, Кристофер Эдмунд (англ. Christopher Edmund Broome, 1812—1886)
- Brot. — Авелар Бротеру, Фелиш де (порт. Félix de Avelar Brotero, 1744—1828)
- Broth. — Бротерус, Виктор Фердинанд (фин. Viktor Ferdinand Brotherus, 1849—1929)
- Brouss. — Бруссоне, Пьер Мари Огюст (Бруссоне, Пьер Мари Огюст, 1761—1807)
- Browicz — Брович, Казимеж (пол. Kasimierz Browicz, 1925—)
- Brownlie — Garth Brownlie, 1923—1986
- Bruce — Брюс, Джеймс (англ. James Bruce, 1730—1794)
- Brücher — Брюхер, Хайнц (нем. Heinz Brücher, 1915—1991)
- Brug. — Брюгиер, Жан-Гильом (фр. Jean Guillaume Bruguière, 1750—1798)
- Brügger — Брюггер, Кристиан Георг (нем. Christian Georg Brügger, 1833—1899)
- Brugmans — Брюгманс, Себальд Юстинус (нидерл. Sebald Justinus Brugmans, 1763—1819)
- Brunet — Брюне, Луи-Овид (фр. Louis-Ovide Brunet, 1826—1876)
- Brunfels — Брунфельс, Отто (нем. Otto Brunfels, 1488—1534)[19]

### Bu
- Bubani — Бубани, Пьетро (итал. Pietro Bubani, 1806—1888)
- Buch.-Ham. — Бьюкенен-Гамильтон, Фрэнсис (англ. Francis Buchanan-Hamilton, 1762—1829)
- Buchanan — Бьюканан, Джон (John Buchanan, 1819—1898)
- Buchenau — Бухенау, Франц (нем. Franz Georg Philipp Buchenau, 1831—1906)
- Buchet — Samuel Buchet, 1875—1956
- Buc'hoz — Бюхоз, Пьер Жозеф (фр. Pierre-Joseph Buc'hoz, 1731—1807)
- Buffon — Бюффон, Жорж-Луи Леклерк де (фр. Georges-Louis Leclerc de Buffon, 1707—1788)
- Buhse — Бузе, Фридрих Александр (нем. Friedrich Alexander Buhse или Фёдор Александрович Бузе, 1821—1898)
- Bukasov — Букасов, Сергей Михайлович (1891—1983)
- Buckley — Бакли, Сэмюэль Ботсфорд (англ. Samuel Botsford Buckley, 1809—1884)
- Buining — Бёйнинг, Альберт Фредерик Хендрик (нидерл. Albert Frederik Hendrik Buining, 1901—1976)
- Bull. — Бюльяр, Пьер (фр. Pierre Bulliard, 1742—1793)
- Bullock — Буллок, Артур Оллмен (англ. Arthur Allman Bullock, 1906—1980)
- Bunge — Бунге, Александр Андреевич (1803—1890)[26]
- Burch. — Бёрчелл, Уильям Джон (англ. William John Burchell, 1781—1863)
- Burck — Бёрк, Уильям (ботаник) (нидерл. William Burck, 1848—1910)
- Burdet — Бюрде, Эрве Морис (фр. Hervé Maurice Burdet, 1939—)
- Bureau — Бюро, Луи Эдуар (фр. Louis Édouard Bureau, 1830—1918)[27]
- Burkart — Буркарт, Артуро Эрардо (исп. Arturo Erhardo Burkart, 1906—1975)
- Burkhalter — James R. Burkhalter
- Burkill — Беркилл, Айзек Генри (англ. Isaac Henry Burkill, 1870—1965)[28]
- Burm. — Бурман, Йоханнес (нидерл. Johannes Burman, 1706—1779)
- Burm.f. — Бурман, Николас (нидерл. Nicolaas Laurens (Nicolaus Laurent) Burman, 1734—1793)
- Burnett — Барнетт, Гилберт Томас (англ. Gilbert Thomas Burnett, 1800—1835)
- Burret — Буррет, Макс (Max Burret[нем.], 1883—1964)
- Burrill — Баррилл, Томас Джонатан (англ. Thomas Jonathan Burrill, 1839—1916)
- Burtt Davy — Бертт Дэйви, Джозеф (англ. Joseph Burtt Davy, 1870—1940)
- Buscal. — Бускальони, Луиджи (итал. Luigi Buscalioni, 1863—1954)
- Busch — Anton Busch, 1823—1895
- Buser — Бузер, Роберт (нем. Robert Buser, 1857—1931)[29]
- Bush — Буш, Бенджамин Франклин (англ. Benjamin Franklin Bush, 1858—1937)
- Businský — Бусинский, Роман (Roman Businský, 1951—)[30]
- Butters — Frederick King Butters, 1878—1945
- Büttner — Бюттнер, Рихард (нем. Oskar Alexander Richard Büttner, 1858—1927)
- Buxb. — Буксбаум, Франц (нем. Franz Buxbaum, 1900—1979)
- Bye — R. A. Bye, fl. 1976
- Byzova — Бызова, Зоя Михайловна (1930—)

### Комментарии
1. ↑  В советское время применяли сокращение Jacks., которое теперь указывает на учёного George Jackson, 1790—1811
2. ↑  Другой вариант обозначения: Fedtsch.
3. ↑  Другое обозначение автора Robinson. Ранее использовалось сокращение Rob., которое теперь указывает на учёного William Robinson, 1838—1935
4. ↑  Сокращение, указывающее на соавторство нескольких учёных.
5. ↑  Ранее сокращение Bailey использовалось для обозначения другого учёного — Liberty Hyde Bailey (1858—1954)
6. ↑  Другое обозначение автора: Bal.
7. ↑  Другое обозначение: Barneoud
8. ↑  Также использовалось сокрацение: Basilevsk.
9. ↑  Устаревшее обозначение автора: Batal.
10. ↑  Вариант обозначения: Beg.
11. ↑  Вариант обозначения: Beissner
12. ↑  Вариант обозначения: Bel.
13. ↑  Устаревшее обозначение автора: Bell.
14. ↑  Ранее сокращение Berg использовалось для обозначения другого учёного — Otto Karl Berg (1815—1866). В зоологии сокращение Berg используется для обозначения таксонов, описанных Львом Семёновичем Бергом.
15. ↑  Вариант сокращения: Berth.
16. ↑  Устаревшее обозначение этого автора: Bess.
17. ↑  Ранее сокращение Blake использовалось для обозначения другого учёного — Sidney Fay Blake, 1892—1959
18. ↑  Ранее использовалось сокращение: Bobr.
19. 1 2  Долиннеевский ботаник. Названия, опубликованные им до 1 мая 1753 года, не считаются действительно опубликованными с точки зрения Международного кодекса ботанической номенклатуры, в связи с чем в современной научной литературе это обозначение практически не встречается.
20. ↑  Ранее сокращение Bolus использовалось для обозначения другого учёного — Harriet Margaret Louisa Bolus, 1877—1970
21. ↑  Другая форма записи обозначения: Borbas
22. ↑  Другой вариант обозначения: Borner
23. ↑  Другой вариант обозначения: Z.Botsch.
24. ↑  Другое обозначение автора: Br.-Bl.
25. ↑  Также использовалось сокрацение Britt.
26. ↑  Ранее использовалось обозначение: Bge.
27. ↑  Ранее использовалось обозначение: Bur.
28. ↑  Вариант обозначения: I.H.Burkill
29. ↑  Ранее использовалось обозначение: Bus.
30. ↑  Вариант записи обозначения: Businsky